# Pepu Hernández
José Vicente Hernández Fernández, conegut familiarment com a Pepu Hernández, (Madrid, 11 de febrer de 1958) entrenador de bàsquet i polític, va ser el seleccionador de la selecció espanyola campiona del món el 2006 i subcampiona en el campionat d'Europa de 2007. Va entrenar equips com el Joventut de Badalona (2010-2011) o el Club Baloncesto Estudiantes (1994-2005, 2011-2012) de la lliga ACB abans de ser acomiadat d'aquest últim el 2012 donat el pobre joc de l'equip.

## Primers passos
Va jugar en les categories inferiors del Club Baloncesto Estudiantes des d'alevins fins a juvenils i immediatament després va començar a entrenar. Com a anècdota, va jugar el torneig privat "Alfredo Mahou" per a infantils, de 2 setmanes de durada, organitzat pel Reial Madrid. Va estudiar l'ensenyament preparatori i el batxillerat en l'Institut Ramiro de Maeztu i va començar sense arribar a acabar Ciències de la Informació a la Universitat Complutense de Madrid. Ha impartit nombrosos cursos i "clinics" de bàsquet.

## Trajectòria com a entrenador
Va començar a entrenar en els equips del planter d'Estudiantes amb 16 anys, el 1974, entrenant successivament equips de les categories d'alevins, infantils, juvenils i júniors. Va passar al primer equip com a segon entrenador el 1990, i el desembre de 1994 prendria el relleu de Miguel Àngel Martín com a primer entrenador, que ja ocuparia fins a finalitzar la temporada 2004-2005 (llevat de la temporada 2001-2002, quan va ser substituït durant uns mesos per Carlos Saínz D'atrotina, assumint ell en aquella època la funció de director esportiu). Durant aquell període també va ser l'entrenador ajudant d'Ignacio Pinedo en la selecció espanyola júnior.
Havent anunciat que deixaria la selecció espanyola de bàsquet a la conclusió de la seva participació en els Jocs Olímpics de Pequín 2008, va ser destituït el 3 de juny de 2008 pel President de la Federació Espanyola De Bàsquet, José Luis Sáez, al·legant un conflicte d'interessos, mentre que Pepu denunciava que la destitució es va produir per motius personals.
José Vicente Hernández Fernández va dir: "Encara que m'han fet fora, jo estaré vinculat amb la selecció d'Espanya de Bàsquet masculí fins a l'acabament de la seva participació en els Jocs Olímpics de Pequín 2008, res més no acabi la seva participació jo buscaré un nou equip important que entrenar, potser un equip important de l'NBA o ACB. Part del títol que aconsegueixi Espanya en bàsquet masculí dels Jocs Olímpics Pequín 2008 serà meu, ja que jo vaig aconseguir com a seleccionador la classificació per a aquests Jocs Olímpics".

## Equips
- 1974-90 Club Baloncesto Estudiantes, Entrenador en els equips del planter d'Estudiantes, entrenant successivament equips de les categories d'alevins, infantils, juvenils i juniors.
- 1990-94 Club Baloncesto Estudiantes, segon entrenador.
- 1994-05 Club Baloncesto Estudiantes, primer entrenador.
- 2005-08 Selecció espanyola de bàsquet (guanyador del Campionat mundial de bàsquet de 2006 i subcampió de l'Eurobasket 2007, destituït abans dels Jocs Olímpics d'Estiu 2008)
- 2010-2011 Club Joventut de Badalona, destituït a finals de la temporada 2010-2011.
- 2011-2012 Club Baloncesto Estudiantes, primer entrenador, destituït a principis del 2012 sense acabar la temporada.

## Mundial Corea del Sud/Japó de 2006
A començaments de 2006, la Federació Espanyola de Bàsquet el va designar com a seleccionador de l'equip espanyol. La preparació per al Mundial va ser un èxit omplert de victòries. Així, Espanya va arribar al Mundial amb la moral molt alta i com una de les candidates a arribar lluny en el Mundial. Després d'un gran partit de semifinals davant de l'Argentina, el combinat espanyol es va presentar a la final contra Grècia.
Hores abans de la final del del campionat del món de bàsquet, mor el seu pare malalt. Decideix no comunicar aquest fet als seus jugadors perquè "res havia d'alterar l'equip" de cara a la final.
En la celebració del títol que es va realitzar a la Plaça de castella de Madrid, va dir: "Us diré una paraula. I escolteu-la bé, perquè serà una paraula molt important: ba-lon-ces-to.". Posteriorment, després de la recollida del seu Premi Príncep D'Astúries A Els Esports a Oviedo va dir: "Bàsquet equival a educació, generositat, solidaritat, treball en equip, tarannà i tolerància. Són valors que preparen a un jugador per al futur".
El gener de 2006 el Club Baloncesto Estudiantes li atorga la "insignia d'or i brillants" del Club.

## Estil de joc
Pot dir-se que la seva filosofia del bàsquet es basa en l'èmfasi en l'activitat (amb pilota i sense, dels 5 jugadors en canxa), l'actitud, la defensa, córrer el contraatac i tenir rols rígids. Es caracteritza també per treballar molt a extreure de cada jugador les seves millors característiques per al millor funcionament de l'equip, adaptant el joc de l'equip als jugadors més que els jugadors a la seva concepció del joc.

## Palmarès
- Amb la selecció espanyola
  - Medalla d'or en el Campionat mundial de bàsquet de 2006 al Japó amb la selecció espanyola.
  - Medalla d'Argent en l'Eurobasket 2007 a Espanya amb la selecció espanyola.
  - Classificació per als Jocs Olímpics de Pequín 2008.
- Amb Estudiantes
  - Campió de la Copa Del Rei ACB el 2000, amb Adecco Estudiants.
  - Subcampió de Lliga ACB temporada 2003-2004, amb Estudiantes.
  - Subcampió de la Copa Korac 1998-99, amb Estudiantes.
  - Nomenat millor entrenador de la temporada 2003-2004, en votació de l'Associació d'Entrenadors d'Espanya.